# Seleção de Basquetebol da Macedônia do Norte
A Seleção de Basquetebol da Macedônia do Norte é a equipe que representa a Macedônia do Norte em competições internacionais. A nação que surgiu no desmembramento da Iugoslávia teve a sua Federação de Basquetebol (em macedônio: Кошаркарска федерација на Македонија) filiada à FIBA em 1993.